# Daniel Bäckström
Carl Daniel Bäckström (Umeå, 22 dicembre 1987) è un allenatore di calcio ed ex calciatore svedese, di ruolo centrocampista, commissario tecnico della Nazionale svedese Under-21.

## Carriera

### Giocatore
Bäckström ha debuttato in prima squadra nel Sandåkerns SK nel 2004, squadra che all'epoca militava nel campionato di Division 4, ovvero la sesta serie nazionale. Dal 2005 al 2006 ha fatto parte dell'Umedalens IF, rispettivamente in Division 3 nella prima stagione e in Division 2 nella seconda. Nel 2007 è entrato a far parte della principale dell'Umeå FC, il club principale della sua cittadina natale, con cui ha debuttato in Division 1. Al suo primo anno, tuttavia, è stato vittima di un serio infortunio al ginocchio che ne ha compromesso la sua carriera futura. Dopo aver disputato un paio di partite durante la stagione 2008 e non essere mai sceso in campo nel 2009, ha definitivamente abbandonato il calcio giocato all'età di 22 anni.

### Allenatore
Intrapresa l'attività di allenatore, nel 2012 è stato nominato head coach della squadra Under-19 dell'Umeå FC, l'ultimo club in cui aveva giocato. Nel corso dell'intera annata 2013 ha anche ricoperto il ruolo di Academy Director dello stesso club, mentre nel settembre del 2013 ha assunto l'incarico di assistente di Johan Sandahl nell'ambito della prima squadra.
Nel 2014 si è trasferito all'IFK Norrköping, dove ha curato l'accademia del club per oltre tre anni e mezzo, fino all'agosto del 2017. Al tempo stesso, Bäckström al suo primo anno in biancoblu ha guidato la formazione Under-19 del club, mentre nei due anni seguenti ha avuto la prima esperienza da capo allenatore di una squadra senior locale, il Sylvia, allenata in due campionati di Division 2 con una rosa composta in parte da giocatori dell'ex formazione Under-19 dell'IFK Norrköping visto il rapporto di collaborazione tra le due società.
Il 4 settembre 2017, l'Örebro ha annunciato l'arrivo di Bäckström, che a partire da quel giorno sarebbe diventato il vice del nuovo tecnico Axel Kjäll. Con i bianconeri ha vissuto poco più di due stagioni, le prime da lui trascorse nello staff di una squadra senior della massima serie svedese.
In vista della stagione 2020 si è unito al Malmö FF per ricoprire il ruolo di assistente di Jon Dahl Tomasson fino al 2022. In occasione della partita dell'8 novembre 2020 che ha dato agli azzurri la certezza matematica del titolo nazionale con tre giornate d'anticipo, è stato proprio Bäckström a guidare la squadra da bordocampo, poiché Tomasson era risultato positivo al COVID-19.
Il 14 dicembre 2020, all'età di 33 anni non ancora compiuti, Bäckström ha ottenuto il suo primo vero incarico da capo allenatore di una squadra del campionato di Allsvenskan, nello specifico il Sirius, con effetto dal 1º gennaio seguente. Nel corso dell'Allsvenskan 2021 ha condotto il Sirius alla salvezza con un undicesimo posto finale, bissando poi il mantenimento della categoria anche l'anno successivo quando i nerazzurri hanno chiuso al tredicesimo posto in classifica.
Nel novembre 2022, a meno di una settimana dalla fine dell'Allsvenskan 2022, è stato annunciato che il trentaquattrenne Bäckström avrebbe lasciato il Sirius per diventare il nuovo commissario tecnico della Nazionale svedese Under-21.